# Thelephora palmata
A Thelephora palmata é uma espécie de fungo clavarioide da família Thelephoraceae. Os basidiomas são coriáceos e semelhantes a corais marinhos, com ramos estreitos na base antes de se alargarem como um leque e se dividirem em várias pontas achatadas. As pontas em forma de leque são esbranquiçadas quando jovens, mas escurecem à medida que o fungo amadurece. O fungo tem um odor pungente, comparado ao do alho fétido. Espécie amplamente distribuída, mas incomum, é encontrada na Ásia, Austrália, Europa, América do Norte e América do Sul, onde frutifica no solo em florestas de coníferas e mistas.

## Taxonomia
A espécie foi descrita pela primeira vez em 1772 pelo naturalista italiano Giovanni Antonio Scopoli, como Clavaria palmata. Elias Fries transferiu-a para o gênero Thelephora em 1821. A espécie tem vários sinônimos, resultantes de várias transferências de gêneros em sua história taxonômica, incluindo Ramaria por Johan Theodor Holmskjold em 1790, Merisma por Christian Hendrik Persoon em 1822, e Phylacteria por Narcisse Théophile Patouillard em 1887. Outros sinônimos históricos são Merisma foetidum, publicado por Christian Hendrik Persoon em 1797, e Clavaria schaefferi, de Pier Andrea Saccardo, em 1888. Persoon também publicou uma espécie com o nome Thelephora palmata em 1822, mas como o nome já estava em uso, trata-se de um homônimo ilegítimo; essa espécie é conhecida atualmente como Thelephora anthocephala.
Apesar de sua aparência de coral, a Thelephora palmata está intimamente relacionada a alguns fungos com uma aparência distinta de suporte, como T. terrestris e T. caryophyllea. O epíteto específico palmata é derivado do latim e significa "com a forma de uma mão".

## Descrição
Talvez um dos fungos mais fétidos seja o Thelephora palmata. Em uma ocasião, alguns espécimes foram levados pelo Sr. Berkeley para seu quarto em Aboyne, quando, depois de uma ou duas horas, ele ficou horrorizado ao descobrir que o cheiro era muito pior do que o de qualquer sala de dissecação. Ele estava ansioso para salvar os espécimes, mas o odor era tão forte que se tornou insuportável até que ele os embrulhou em doze dobras grossas de papel pardo mais espesso. Mordecai Cubitt Cooke, 1888.

O basidioma é um tufo semelhante a um coral que é repetidamente ramificado a partir de um estipe central, atingindo dimensões de 3,5 a 6,5 cm de altura. Os ramos do basidioma terminam em pontas em forma de colher ou leque que são frequentemente franjadas ou sulcadas. Os ramos do basidioma são inicialmente de cor esbranquiçada, mas gradualmente se tornam cinza a marrom-lilás na maturidade; as pontas, no entanto, permanecem esbranquiçadas, ou mais pálidas do que as partes inferiores. A carne é dura e coriácea. O himênio (tecido fértil, portador de esporos) é anfígeno, ou seja, ocorre em todas as superfícies do basidioma.

O odor do basidioma é bastante desagradável, lembrando alho fétido, "água de repolho velho" ou "queijo muito maduro". Ele foi chamado de "candidato a fungo mais fedorento da floresta". O odor desagradável se intensifica após a secagem. Os basidiomas não são comestíveis.

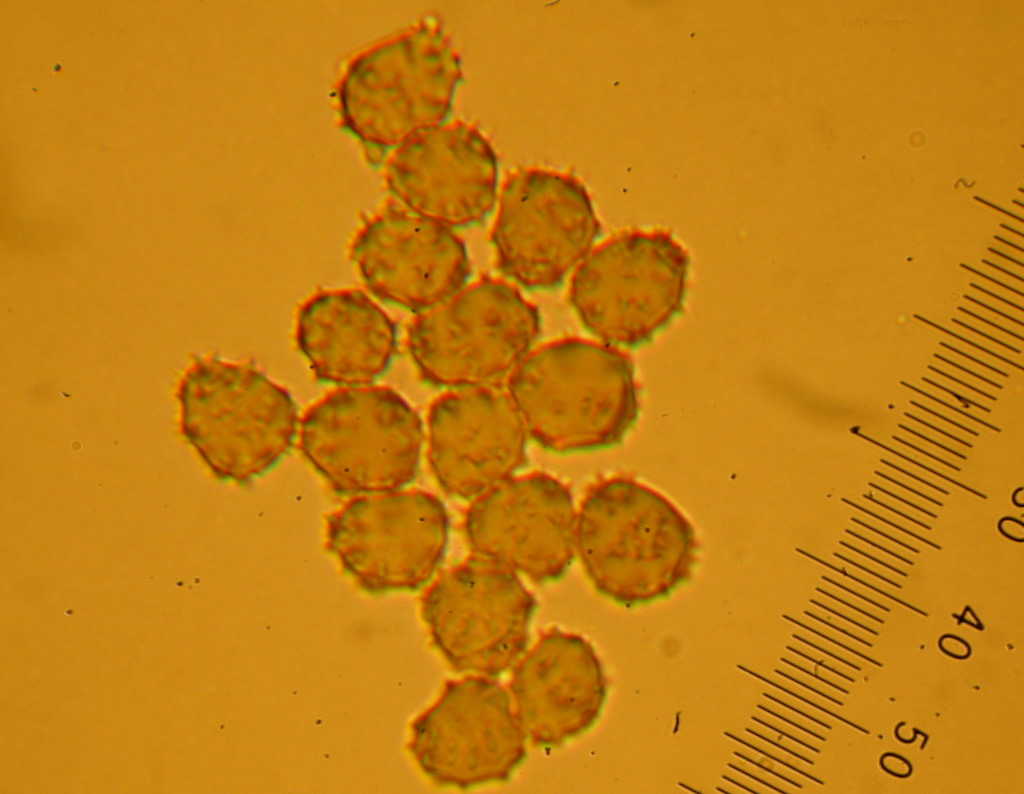
Os esporos são elípticos e têm espinhos finos situados em verrugas.

A esporada é marrom-púrpura a marrom. Vistos com um microscópio, os esporos parecem roxos, angulares com lóbulos e verrugas, com espinhos finos medindo 0,5-1,5 μm de comprimento; as dimensões gerais dos esporos elípticos são de 8-12 por 7-9 μm. Eles contêm uma ou duas gotas de óleo. Os basídios (células portadoras de esporos) medem de 70 a 100 por 9 a 12 μm e têm esterigmas de 2 a 4 μm de espessura por 7 a 12 μm de comprimento. A carne fica com uma coloração azul profunda quando uma gota de solução de hidróxido de potássio é aplicada.

### Espécies semelhantes
A Thelephora anthocephala tem aparência semelhante, mas pode ser distinguida pelos galhos que se afinam para cima, pelas pontas dos galhos que são achatadas (em vez de em forma de leque) e pela ausência de um odor fétido. A espécie norte-americana T. vialis tem esporos menores e uma cor mais variável. As espécies de Ramaria mais escuras se distinguem por sua textura de carne não leitosa e pelas pontas dos galhos pontiagudas.

## Habitat e distribuição
A Thelephora palmata é uma espécie ectomicorrízica, formando associações mutualísticas com coníferas. Os basidiomas crescem isoladamente, dispersos ou em grupos no solo em florestas de coníferas e mistas e em campos gramados. Foi observada uma preferência por solo úmido e locais ao longo de trilhas na floresta. Uma espécie incomum, os cogumelos podem ser difíceis de ver porque se misturam bem ao ambiente.
A espécie é encontrada na Ásia (incluindo China, Irã, Japão, Sibéria Turquia, e Vietnã), Europa, América do Norte, e América do Sul (Brasil e Colômbia). Também foi registrada na Austrália e em Fiji. Os basidiomas são consumidos pela espécie de colêmbolos Ceratophysella denisana.

## Usos
Os basidiomas da T. palmata podem ser usados para o tingimento. Dependendo do mordente usado, cores que variam do marrom-escuro ao verde-acinzentado escuro e ao marrom-esverdeado podem ser obtidas no processo de tingimento; sem um mordente, é produzida uma cor marrom-clara.